# Trạng thái bóng trên sân

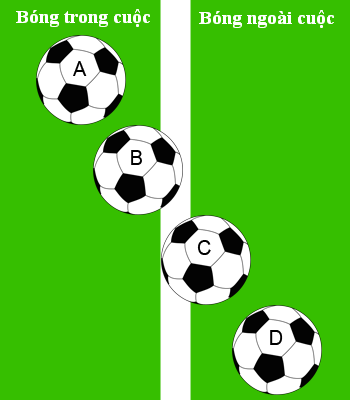
Các quả bóng A, B và C vẫn trong cuộc vì chúng chưa hoàn toàn vượt qua đường biên. Quả bóng D đã ra ngoài đường biên, và là bóng ngoài cuộc.

Trạng thái bóng trên sân (Bóng Trong Cuộc Và Bóng Ngoài Cuộc) là điều luật thứ 9 của Luật bóng đá, mô tả hai trạng thái của bóng trong một trận đấu.

## Bóng trong cuộc
Bóng được coi là trong cuộc từ lúc bắt đầu trận đấu cho đến khi:
- Bóng vượt qua hết đường biên và ra ngoài sân, kể cả vạch vôi khung thành
- Trận đấu được dừng lại bởi trọng tài (do cầu thủ phạm lỗi hay bị chấn thương nghiêm trọng, hoặc do bóng bị hỏng...)

lưu ý rằng một quả bóng vẫn được tính là trong cuộc nếu:
- Bóng bật vào sân từ cột dọc, xà ngang cầu môn hoặc cột cờ góc.
- Bóng chỉ chạm đường biên mà không lăn qua hết đường biên. Lưu ý rằng bóng lăn qua hết vạch vôi khung thành thì mới có bàn thắng
- Bóng bật vào sân từ trọng tài hoặc trợ lý trọng tài đứng trong sân.

Khi bóng ở trong cuộc (bóng sống), cầu thủ có thể chơi bóng, tranh cướp bóng và ghi bàn. Cầu thủ cũng bị thổi phạt nếu phạm lỗi. một đội bóng không thể thay cầu thủ nếu bóng vẫn ở trong cuộc,.

## Bóng ngoài cuộc
Bóng được coi là ngoài cuộc khi:
- Bóng đã vượt qua hẳn đường biên ngang, biên dọc dù ở mặt sân hay trên sân đấu
- Trọng tài thổi còi dừng trận đấu.

Quả bóng được gọi là "bóng chết" khi bóng ngoài cuộc; Cầu thủ không được phép chơi bóng hay gây cản trở cho đối phương, và bàn thắng cũng không thể được ghi.
Thời gian bóng ngoài cuộc sẽ được trọng tài chính bù thêm vào thời gian thi đấu chính thức.

## Các cách tiếp tục trân đấu
Khi bóng rơi vào trạng thái bóng chết. Trận đấu lúc này sẽ được tiếp tục diễn ra bằng các cách chính sau:
- Giao bóng: Khi một đội ghi được bàn thắng. Tất cả các cầu thủ của hai đội sẽ trở lại vị trí như trong đội hình, bóng đặt ở dấu chấm giữa sân, đội nhận bàn thua được quyền giao bóng. Quả giao bóng cũng được thực hiện khi bắt đầu một hiệp đấu.
- Ném biên: Khi bóng rơi ra ngoài đường biên dọc do tác động của một cầu thủ đội nhà (dù ở trên mặt sân hay bay trên không). Đội đối phương sẽ được hưởng quyền ném bóng từ vị trí trên đường biên dọc mà bóng rời sân. Từ quả ném biên, bàn thắng chỉ được công nhận khi chạm chân cầu thủ khác[1]
- Phát bóng: Khi bóng rơi ra ngoài đường biên ngang của đội đối phương do tác động của cầu thủ đội nhà. Đội đối phương sẽ được hưởng quyền phát bóng lên, bóng đặt ở vạch 5m50. Từ quả phát bóng, nếu bóng được đá vào cầu môn, bàn thắng được công nhận.[2]
- Phạt góc: Khi bóng rơi ra ngoài đường biên ngang của đội nhà do tác động của cầu thủ đội nhà. Đội đối phương sẽ được hưởng quyền đưa bóng vào trận đấu bằng cú đá từ điểm đá phạt góc (là điểm nối giữa đường biên dọc và đường biên ngang). Từ quả đá phạt góc, nếu bóng được đá vào cầu môn, bàn thắng sẽ được tính.[3]
- Đá phạt gián tiếp: Khi có cầu thủ đội nhà phạm lỗi nhẹ hoặc việt vị. Đội đối phương sẽ được hưởng quyền đưa bóng vào trận đấu, bóng đặt ở vị trí phạm lỗi, nếu đá bóng trực tiếp vào cầu môn, bàn thắng không được công nhận. Bàn thắng chỉ được công nhận khi bóng chạm chân một cầu thủ khác.[4]
- Đá phạt trực tiếp: Khi có cầu thủ đội nhà phạm lỗi nặng (lỗi quy định trong điều 12 của Luật bóng đá, ví dụ phạm lỗi khi đối phương đang có lợi thế tấn công, phạm lỗi từ phia sau). Đội đối phương sẽ được quyền đưa bóng vào trận đấu, bóng đặt ở vị trí phạm lỗi và bàn thắng ghi vào cầu môn từ cú đá phạt này sẽ được tính. Vì vậy đội nhà thường lập hàng rào để chắn bóng.[4]
- Phạt đền: Khi có cầu thủ phạm lỗi trong khu vực cấm địa (khu vực 16m50) của đội đối phương. Đội đối phương sẽ được hưởng cú đá phạt từ vị trí đá phạt 11 m, đây là cú đá chỉ có sự tham gia của một cầu thủ đội tấn công (người sút phạt đền) và thủ môn đội phòng ngự.[5]
- Thả bóng: Khi trận đấu bị dừng lại không phải do bóng ra ngoài sân hoặc có cầu thủ bị phạm lỗi (ví dụ có cầu thủ bị chấn thương, có cổ động viên nhảy vào sân). Trọng tài sẽ là người cầm bóng và thả trước sự có mặt của một cầu thủ mỗi đội.[6]

Trong mỗi trường hợp trên, trận đấu chỉ được tiếp tục sau khi trọng tài thổi còi báo hiệu.